# Pikelinia uspallata
Espèce
Pikelinia uspallata est une espèce d'araignées aranéomorphes de la famille des Filistatidae.

## Distribution
Cette espèce est endémique de la province de Mendoza en Argentine.

## Description
La femelle holotype mesure 4,88 mm.

## Publication originale
- Grismado, 2003 : Description of Pikelinia uspallata sp. n, from Mendoza, Argentina (Araneae, Filistatidae). Revista Ibérica de Aracnología, vol. 8, p. 99-102 (texte intégral).